# Мораторий на Акт восстановления государственности Литвы
Мораторий на Акт восстановления государственности Литвы (лит. Kovo 11 d. akto moratoriumas) — резолюция Верховного Совета ЛитССР о 100-дневном моратории на реализацию юридических актов, принятых после 11 марта 1990 г., а именно Акта восстановления государственности Литвы. Во многом мораторий был подписан из-за сложнейших экономических условий, в которых оказалась Литва (Москва сохранила лишь 15-20 % от прежнего объема поставок в республику), а также после жарких дебатов в Верховном Совете ЛитССР и устного заверения М. Горбачёва о том, что в случае отзыва акта Литва в течение двух лет получит независимость. Вместе с тем после принятия этого документа блокада Литвы 29 июня 1990 г. была снята.

## Предыстория
11 марта 1990 г. Верховный совет Литовской ССР принял акт о восстановлении Литовского государства, то есть Литовской Республики, которая существовала до 1940 г. По смыслу этот шаг означал формальное восстановление независимого Литовского государства. В Москве акт о независимости Литвы признан не был. Кремль пригрозил экономическими санкциями против республики, если ее руководство не отменит декларацию от 11 марта. Верховный Совет Литвы попытался предотвратить подобное развитие событий, заявив 18 апреля, что он не будет принимать каких-либо законов в течение периода «предварительных консультаций» между Литвой и Советским Союзом. Москва, однако, не приняла этот компромисс и в тот же день ввела эмбарго на поставки энергоносителей в Литву. В результате республика лишилась поставок нефти и 84 % потребляемого ею природного газа. Экономическая блокада нанесла Литве серьезный ущерб. Согласно литовским данным, к 1 июля 1990 г. шесть крупных промышленных предприятий республики были остановлены, 435 могли работать лишь не неполную мощность, транспорт работал с перебоями, потери республиканского бюджета составили 125 миллионов рублей, около 35 тысяч промышленных и строительных рабочих лишились своих мест. Определенные убытки от блокады понесла, впрочем, и советская экономика вследствие недопоставок литовских товаров. Блокада имела и серьезные политические последствия: после эйфории первых дней, по мере того, как все более сказывался эффект блокады, «Саюдис» начал терять поддержку среди населения. Рейтинг популярности В. Ландсбергиса снизился с 45 % в апреле 1990 г. до 28 % в июне того же года.
Кроме того, мартовские решения литовского руководства были встречены в Европе и США без особого ликования. Руководители западных стран считали их нежелательными и несвоевременными, выражали опасения, что они могут помешать процессу реформ в Советском Союзе. Представители прибалтийских диаспор в США на встрече с Дж. Бушем и его советниками в Белом Доме 11 апреля 1990 г. не сумели убедить американского президента признать независимость Литвы. Ещё раньше, в конце марта, большинством голосов (59 против 36) против немедленного признания литовской независимости высказался Сенат Конгресса США. Канцлер ФРГ Г. Коль и президент Франции Ф. Миттеран в письме к В. Ландсбергису призывали литовского лидера «временно приостановить действие декларации о независимости». Более того, Г. Коль попытался лично убедить главу правительства Литвы К. Прунскене на неофициальной встрече в Бонне 11 мая 1990 г. в целесообразности «заморозить» на какое-то время Декларацию о независимости, включая изданные на ее основании законы.
17 мая 1990 г. К. Прунскене встречалась с М. С. Горбачевым для обсуждения условий снятия блокады. 29 июня литовский парламент объявил о готовности ввести 100-дневный мораторий на действие декларации от 11 марта с момента начала переговоров.
Несмотря на то, что союзная комиссия по переговорам с Литвой под руководством Н. Рыжкова была сформирована уже 9 июля 1990 г., переговоры вплоть до январских событий 1991 г. в Вильнюсе продвигались весьма медленными темпами. На этом фоне очень энергично действовали представители РСФСР, что являлось открытым вызовом союзному центру. Активно развивались межреспубликанские контакты. На встрече руководителей прибалтийских республик (В. Ландсбергис, А. Горбунов и А. Рюйтель) и РСФСР (Б. Ельцин) в Юрмале в июле 1990 г. было решено начать подготовку переговоров для заключения межправительственных соглашений.

## Последствия
2 января 1991 г. председатель Верховного Совета Литвы В. Ландсбергис объявил об отказе от моратория на Акт. 8 января в Литве ушло в отставку правительство К. Д. Прунскене. Отставке правительства предшествовала кампания, организованная правыми националистическими организациями, которые обвиняли Прунскене в предательстве интересов Литвы (в частности, в заключении с союзным Центром моратория на Акт о восстановлении независимости Литвы) и росте цен.
После вооружённого противостояния у Вильнюсского телецентра Ельцин открыто выступил против действий советского руководства и поддержал прибалтийские республики. Он в качестве Председателя ВС РСФСР прибыл в Таллин в тот же день (13 января 1991 г.) и подписал вместе с главами трёх Прибалтийских республик декларацию Объединённых Наций и других международных организаций.
Вопрос достижения Литвой независимости был решён после событий августа 1991 г. СССР признал независимость Литовской Республики 6 сентября 1991 г.: «Учитывая конкретную историческую и политическую ситуацию … государственный совет постановил: 1. Признать независимость Литовской Республики. 2. Основываясь на постановлении V Чрезвычайного Съезда Народных депутатов СССР, организовать переговоры с Литовской Республикой по решению всего комплекса вопросов, связанных с гражданскими правами, экономическими, политическими, военными, пограничными, гуманитарными и другими вопросами». С сентября 1991 г. последовала волна международного признания Литовской Республики.